# Mário de Araújo Cabral
Mário Veloso de Araújo Cabral (Cedofeita, 15 januari 1934 - 17 augustus 2020) ook bekend onder zijn bijnaam "Nicha" Cabral, was een Portugees Formule 1-coureur. Hij reed vier races in deze klasse, waarvan hij er één finishte.
Zijn eerste Grand Prix reed Cabral in zijn thuisland, Portugal. Hij eindigde deze race op de tiende positie. Cabrals carrière werd regelmatig onderbroken voor zijn militaire baan, hij was paratrooper in het Portugese leger.
In 1965 blesseerde Cabral zich bij een ongeluk in de Formule 2 zozeer, dat hij zijn racecarrière per direct beëindigde. Cabral keerde in 1968 desondanks terug in de sportwagenraces.